# Real-time Transport Protocol
För RTP gällande portugisisk radio och TV, se Rádio e Televisão de Portugal.
RealtidsTransport protokollet (eng: Real-Time Transport Protocol), RTP, är skapat av en arbetsgrupp inom IETF och blev först beskrivet i RFC 1889 samt RFC 1890 och senare RFC 3550 samt RFC 3551. RTP är specificerat för att bära dataströmmar i realtid. Exempel är ljud eller video. Vid första specifikationen var den tänkt att användas som ett multicast-protokoll. I senare utgåva tillkom RTCP som är kontrollprotokollet till RTP.
Idag används RTP oftast ovanpå UDP för att bära telefonsamtal över Internet, även kallat VoIP.
Både SIP och H.323 använder sig av RTP för att bära sina mediaströmmar. RTP har inte till uppgift att sända om tappade paket eller hantera QoS eller CoS.
Enligt RFC1889 har RTP till uppgift att
- Identifiera typ av cast (eng: Payload type identification).
- Numrera paketen genom ett sekvensnummer.
- Sätta en tidsstämpel på när datan är införskaffad.
- Hålla koll på antal ankomna paket (eng: Delivery monitoring)

## RTP fält
- Två bitar som talar om version av RTP protokollet (eng: Version).
- En bit som talar om ifall RTP-paketet har extra fyllnadsbitar (eng: Padding).
- En bit som anger att extra information finns i slutet av det fasta protokollhuvudet (eng: Extension).

- En nibble som anger antalet källor som mediaströmmen har (eng: CSRC count).
- En bit som används som markör för att signalera intermittenta start eller stop av strömmen (eng: Marker).
- Sju bitar som anger kodningsrutin som använts för mediaströmmen mm. (eng: Payload Type).
- Sekvensnummer, bestående av sexton bitar, som ökar med ett (1) för varje sänt paket. (eng: Sequence Number)
- Ett trettiotvåbits tidsnummer som är baserat på sampelhastigheten av mediaströmmen (eng: Timestamp).
- En unik identifieringsetikett på trettiotvå bitar för varje RTP-ström (eng: SSRC)
- En lista med upp till 15 unika identifierare för källor till mediaströmmen, där varje identitiet är på 32 bit (eng: CSRC list).